# Eublemma baccalix
Espèce
Synonymes
- Mestleta baccalix Swinhoe, 1886
- Eublemma fasciosa  Moore, 1887[1]

Eublemma baccalix est une espèce d'insectes de l'ordre des lépidoptères (papillons), de la famille des Noctuidae.
On le trouve en Afrique subtropicale et en Asie. Les adultes ont une envergure d'environ 18 à 22 mm.